# Феофілакт Болгарський
Феофілакт Болгарський (болг. Теофилакт Български), Феофилкт Охридський (грец. Θεοφύλακτος Αχρίδος, грец. Θεοφύλακτος¨Ηφαιστος) — архієпископ Охрид у візантійській провінції Болгарії (нині Північна Македонія), великий візантійський письменник і богослов, тлумач Святого Письма. Жив у другій половині XI століття — початку XII століття.
Феофілакт часто називається «блаженним», однак він не входить в число офіційно прославлених святих Православної церкви. Проте грецькі і слов'янські автори і видавці називають його святителем і прирівнюють до Отців Церкви.

## Біографія
Про біографії Феофілакта відомо мало. Народився між 1050 і 1060 роками в місті Халкисе на острові Евбея.
Феофілакт отримав сан диякона в соборі Святої Софії в Константинополі і став близьким до двору імператора Михайла VII Парапинака (1071—1081). Можливо, вже після смерті Михайла Феофілакт був призначений вихователем його сина царевича Костянтина Дуки, що залишився 4-річним сиротою з матір'ю, імператрицею Марією, покровителькою Феофілакта, яка підштовхнула його до написання найкращих його творінь.
Однак розквіт літературної діяльності Феофілакта, його призначення архієпископом Охрид в Болгарію, листування з Болгарії з багатьма видатними особами відносяться до часу царювання Олексія Комніна (1081—1118). Відїзд Феофілакта зі столиці, куди він марно хотів потрапити, був через ймовірну немилість родини імператора Михайла.
Невідомо, скільки часу Феофілакт залишався в Болгарії і коли він помер. Деякі листи відносяться до початку XII століття. Ще залишаючись при дворі імператриці Марії, але не раніше 1088—1089 року Феофілакт написав «Царське повчання» своєму учневі царю Костянтину — оригінальний твір з літературними достоїнствами. В 1092 році він написав пихатий панегірик імператору Олексію Комніну.

## Творіння

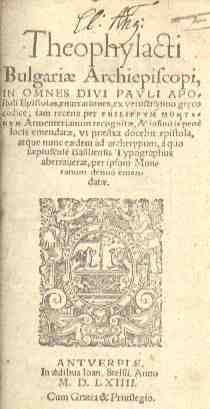
Тлумачення послань апостола Павла (Антверпен, 1564 рік)

Найціннішою для історії пам'яткою літературної діяльності Феофілакта є його листування. Збереглося 137 листів його до вищих духовних і світських осіб імперії. Ці листи сповнені скарг на долю. Витончений візантієць з огидою ставився до своєї слов'янської пастви, до варварів, «пахнувшим овчиною». Новини про народні бунти, що передували утворенню незалежного другого болгарського царства, а також про армії хрестоносців роблять деякі листи Феофілакта першокласними історичними джерелами. Таке ж значення мають дані про управління імперією і про численних діячів епохи Олексія Комніна.
Вершиною ж творчої діяльності Феофілакта є тлумачення книг Старого і Нового Заповіту. Найоригінальніша його праця в цій області — коментар на Євангеліє, особливо святого Матвія, хоча автор і тут ґрунтується на розрізнених тлумаченнях Івана Золотоустого на безліч окремих уривків Святого письма. Їм часто допускається алегоричне тлумачення тексту, місцями — помірна полеміка з єресями. Тлумачення на Діяння апостолів і послання здебільшого майже буквально списані з маловідомих коментарів IX століття і X століття без вказівки джерела. Він так само є автором повного житія святого Климента Охридського.
Важливі полемічні твори проти латинян, написані в дусі примирення, і слово про 15 мучеників, у Тиверіуполі (Струмиця) за часів Юліана постраждалих.
У Patrologia Graeca праці Феофілакта займають з 123-го на 126-й том.
Критичне видання листів Феофілакта підготував Поль Готьє — Theophylacte ďAchrida.  Lettres / Intr., text, comm. et notes P. Gautier. Thessalonique, 1986. (CFHB; Vol. 16/2).